# Tutankhamon come Nefertum (JE 60723)
La testa di Tutankhamon come Nefertum (JE 60723), anche nota come Testa di Nefertum, Testa dal fiore di loto o Tutankhamon come dio-sole, fu rinvenuta nella tomba di Tutankhamon (KV62) nella Valle dei Re. Rappresenta il giovane faraone (1332–1323 a.C.) come un bambino ed è un esempio di arte di fine XVIII dinastia (Nuovo Regno). Si trova presso il Museo egizio del Cairo con la sigla d'inventario JE 60723.

## Scoperta
Le vicende della sua scoperta sono controverse, dal momento che Howard Carter non ne registrò il ritrovamento nel diario degli scavi. La testa fu trovata nel 1924, due anni dopo la scoperta della sepoltura, da Pierre Lacau e Rex Engelbach, nella tomba KV4 del più tardo Ramses XI (utilizzata dallo stesso Carter come deposito dei propri scavi), in mezzo ad alcune bottiglie di vino rosso. All'epoca Carter non si trovava in Egitto a causa della chiusura, carica di polemiche, della tomba di Tutankhamon e della cancellazione della licenza a effettuare scavi, ormai revocata alla vedova di Lord Carnarvon, Lady Almina.
Carter affermò di aver rinvenuto la testa fra i calcinacci del corridoio d'ingresso della KV62. Il reperto non risultò mai menzionato nel corso della prima stagione di scavi nel sito: l'archeologo si era infatti limitato a registrare il ritrovamento di vasi e cocci in alabastro e creta dipinta nel suddetto corridoio. Non esiste documentazione fotografica della testa nel diario degli scavi, a differenza degli altri reperti della tomba. Questo controverso ritrovamento generò non poche polemiche, con il sospetto che Carter abbia tentato di rubare la testa per tenerla per sé. 

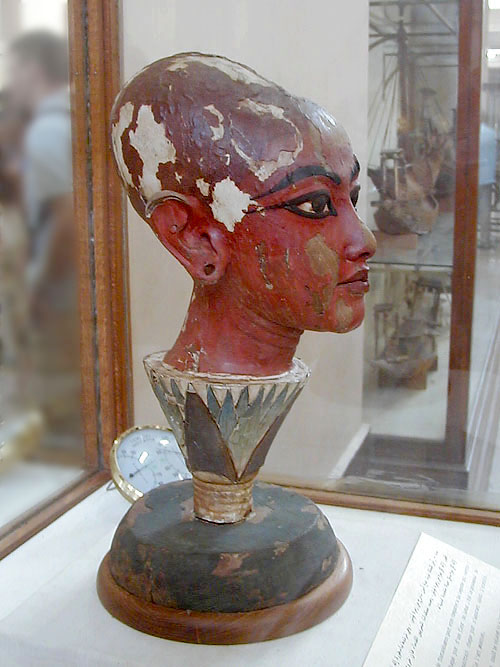

## Descrizione
La testa, parzialmente danneggiata, è scolpita nel legno ed è alta 30 centimetri. Lo stucco che ricopre il legno è dipinto di un vivace rosso-bruno, benché ampie sezioni di colore siano cadute (Carter incolpò dei danni i funzionari egiziani che sequestrarono il reperto). Le sopracciglia, il tipico trucco egizio e le pupille del giovanissimo re furono realizzate in blu; il cranio è completamente rasato, con una visibile ricrescita dei capelli. Il volto ha gli inconfondibili tratti somatici di Tutankhamon, e lo ritrae nella sua infanzia. Come nella sua celebre maschera funeraria, le orecchie del re presentano fori per gli orecchini. Si tratta dell'unica immagine certa di Tutankhamon bambino.

## Significato teologico
La scultura rappresenta il faraone nelle sembianze di Nefertum, il dio del sole nascente. Il dio-bambino Nefertum sboccia da un fiore di loto blu, associato alla rinascita perpetua del sole a causa della sua chiusura di notte e riapertura al mattino. La base del busto, colorata di blu, rappresenta le acque primordiali dalle quali gli Egizi credevano fosse sorto l'astro solare all'inizio dello creazione del mondo. La figura del faraone (considerato "Figlio di Ra") era strettamente connessa al Sole, ma la sua raffigurazione con le sembianze di questo particolare dio solare doveva magicamente garantirne la rinascita, dopo la morte, nella vita eterna (similmente al sorgere del sole dopo ogni notte).